# Caso Licencias Médicas
El Caso Licencias Médicas es un escándalo político y caso de corrupción chileno iniciado durante el gobierno de Gabriel Boric en mayo de 2025. Este caso está relacionado con el posible uso indebido y fraudulentos de permisos por enfermedad por parte de empleados públicos del Estado de Chile, a partir de 2022 hasta 2025. Inicialmente, se identificó la utilización de aproximadamente 25 mil licencias médicas irregulares, muchas de las cuales estaban destinadas a permisos de descanso aparentemente falsificados. Diversos funcionarios fueron detectados por la Contraloría General de la República realizando actividades en el ámbito privado y viajando al extranjero durante períodos cubiertos para el descanso por razones médicas, contemplado en la legislación chilena como un derecho de los trabajadores. Como consecuencia inicial de esta situación, en los primeros días se produjeron renuncias de altos cargos en diferentes instituciones públicas, además del Vicepresidente del Colegio Médico de Chile, Iván Mendoza.

## Antecedentes
El 20 de mayo de 2025, la Contralora General de la República, Dorothy Pérez, hizo público un Consolidado de Información Circularizada (CIC), un informe detallado de información cruzada, básicamente gracias a un convenio firmado en 2018 entre la Policía de Investigaciones de Chile (PDI) y la Superinterdencia de Seguridad Social (SUSESO), que permitió a la Contraloría cruzar los datos de los certificados de viajes al exterior con los permisos otorgados por motivos de salud. Como resultado, indicó que 25 078 casos de funcionarios del Estado de Chile que hicieron uso indebido de su permiso por enfermedad para hacer viajes al exterior, lo que significó el pago íntegro de salarios con recursos públicos durante esos periodos. Esta investigación se basó en las acciones administrativas que se deben realizar para que el empleado público se vaya de reposo por razones médicas, lo que activa una o más modalidades contempladas en el sistema de seguridad social chileno: seguros de salud, coberturas desde el Fondo Nacional de Salud (FONASA) para los empleados afiliados al sistema público de salud, como también de las Instituciones de Salud Previsional (Isapres), para los afiliados en el sistema privado.
En primera instancia, desde el sistema público se iniciaron sumarios administrativos por parte de distintos estamentos públicos, con el fin de determinar responsabilidades y previo a iniciar acciones judiciales con la evidencia suficiente. En esta investigación no se incluye la investigación de las patologías diagnosticadas por un facultativo médico, que dieron origen a los permisos médicos correspondientes. Por lo tanto, queda excluido cualquier análisis relacionado con posibles irregularidades o fraudes por parte de los profesionales de la salud en la emisión de dichos diagnósticos, en particular aquellos casos en los que se haya establecido un diagnóstico que el paciente no padece o que no requirió necesariamente el reposo médico otorgado.
Dentro de las otras faltas a la probidad en estos permisos, incluyó viajes al extranjero completar estudios en centros educativos en el exterior, además de la emisión de boletas de honorarios de funcionarios por servicios prestados al mundo privado durante su periodo de ausencia por licencia médica en el sector público, detectados por información proporcionada por el Servicio de Impuestos Internos (SII).
La publicación de esta información trajo consigo como reacción inmediata, la renuncia de distintos personeros con altos cargos públicos, entre aquellos puestos a nivel nacional se cuentan a la Intendenta de Prestadores de salud de la Superintendencia de Salud, Carmen Monsalve — hermana de Manuel Monsalve —; el Gerente Corporativo de Personas del Metro de Santiago, Patricio Baronti; mientras que a nivel regional, el jefe de gabinete del Ministerio de Desarrollo Social y Familia de Magallanes, Mauricio Tapia, el director de la Superintendencia de Electricidad y Combustibles (SEC) en La Araucanía, Daniel Pincheira, entre otros. Según una declaración del Ministro de Hacienda, Mario Marcel, al 27 de mayo, un total de 1102 funcionarios del aparataje estatal chileno habían renunciado producto de este informe. Ese mismo día, la Contralora General fue invitada una comisión especial del Senado de Chile para dar cuenta de este documento, donde además, solicitó a los parlamentarios presentes en el hemiciclo, mayores atribuciones para la Contraloría. Otras renuncias controversiales fueron las de Marcos Barraza, como asesor del Ministerio de Trabajo y Previsión Social, y Fiona Bonati, funcionaria de la Secretaría de Comunicaciones del Ministerio Secretaría General de Gobierno, quien es cuñada del Presidente Boric.
El alcalde de Ñuñoa, Sebastián Sichel, despidió inmediatamente a 126 funcionarios municipales acusados de fraude por licencias médicas falsas.

## Licencias irregulares por sector

### Salud pública
En el sistema público de salud, Contraloría detectó que, entre 2023 y 2024, fueron otorgados 440 permisos de salud a médicos que en su periodo de reposo dentro del sistema público, atendieron partos en clínicas privadas.

### Educación pública
La Junta Nacional de Jardines Infantiles (Junji), fue la institución pública que más eventuales permisos médicos fraudulentos le fueron detectados, con un total de 2280 casos. Le sigue la Fundación Integra, también dedicada a la educación preescolar, a la cual le fueron encontrados 1934 casos.
El 30 de mayo de 2025, la Universidad de Chile, casa de estudios pública, anunció sumarios administrativos para los 209 funcionarios que fueron detectados por Contraloría por posible uso fraudulento de licencias médicas.

### Empresas estatales
Dentro de las empresas estatales, la cuprífera Codelco, como primera medida, despidió sin derecho a indemnización a 37 empleados que viajaron al extranjero durante sus días libres por reposo médico. El BancoEstado hizo lo suyo por su lado, desvinculando a comienzos de junio, bajo la misma modalidad, a 91 de sus empleados que fueron sometidos a un sumario interno. La Empresa Nacional del Petróleo (ENAP), despidió a 44 funcionarios producto de esta misma situación.

## Judicialización
El 20 de mayo, Renovación Nacional (RN), un partido opositor al gobierno, anunció la presentación de una querella criminal ante la justicia chilena por fraude al fisco, para todos quienes resulten responsables del mal uso de fondos públicos por el uso irregular de licencias médicas. A ellos se sumaron los anuncios de querellas por fraude de algunos alcaldes de la Región Metropolitana, entre los que se cuentan los ediles de Independencia, San Miguel, Peñalolén, Ñuñoa, Isla de Maipo, Colina y La Reina.